# Aleochara puberula
Aleochara puberula är en skalbaggsart som beskrevs av Johann Christoph Friedrich Klug 1834. Aleochara puberula ingår i släktet Aleochara och familjen kortvingar. Enligt den finländska rödlistan är arten nationellt utdöd i Finland. Arten har ej påträffats i Sverige. Artens livsmiljö är byggnader. Inga underarter finns listade i Catalogue of Life.